# Krašići
Krašići nebo též Krasići (srbsky Крашичи či Красићи) je vesnice a přímořské letovisko v Černé Hoře, nacházející se u zálivu Boka Kotorska. Je součástí opčiny města Tivat, od něhož se nachází asi 12 km jihozápadně. V roce 2003 zde trvale žilo 151 obyvatel.